# Список музеев Вологодской области
Список музеев и музейных объединений Вологодской области.

## Бабаевский район
- Бабаевский краеведческий музей им. М.В. Горбуновой (г. Бабаево)

## Бабушкинский район
- Дом-музей И.В. Бабушкина

## Белозерский район
- Белозерский областной краеведческий музей

## Великоустюгский район
- Великоустюгский государственный историко-архитектурный и художественный музей-заповедник (г. Великий Устюг)

## Верховажский район
- Верховажский районный исторический музей

## Вожегодский район
- Вожегодский районный краеведческий музей

## ВологдаиВологодский район
- Вологодский государственный историко-архитектурный и художественный музей-заповедник (ВГИАХМЗ)
  - "Вологодский кремль" (г. Вологда)
  - Музей кружева (г. Вологда)
  - Дом-музей Петра I (г. Вологда)
  - Музей-квартира К.Н. Батюшкова (г. Вологда)
  - Музей «Мир забытых вещей» (г. Вологда)
  - Музей «Вологодская ссылка» (г. Вологда)
  - Дом-музей А.Ф. Можайского (пос. Можайское)
  - Музей «Литература. Искусство. Век XX» (г. Вологда)
  - Выставочный комплекс «Вологда на рубеже XIX-XX веков» (г. Вологда)
  - Музей аптечного дела Вологодского края (г. Вологда)
  - Архитектурно-этнографический музей Вологодской области (д. Семёнково)
- Вологодская областная картинная галерея
  - Центральный выставочный зал (г. Вологда)
  - Шаламовский дом (г. Вологда)
  - Мемориальная мастерская А. В. Пантелеева (г. Вологда)
  - Музейно-творческий центр В. Н. Корбакова (г. Вологда)
- Музей дипломатического корпуса (г. Вологда)
- Музей вагонного депо Вологда (г. Вологда)
- Музей локомотивного депо Вологда (г. Вологда)
- Музей вологодской милиции (г. Вологда)
- Музей Центра противопожарной пропаганды ГУ МЧС России по Вологодской области (г. Вологда)
- Музей начального профессионального образования Вологодской области (г. Вологда)

## Вытегорский район
- Вытегорский районный краеведческий музей (Вытегра)

## Грязовецкий район
- Краеведческий музей города Грязовца

## Кадуйский район
- Кадуйский районный краеведческий музей им. А.Г. Юкова

## Кирилловский район
- Кирилло-Белозерский историко-архитектурный и художественный музей-заповедник (г. Кириллов)
- Музей фресок Дионисия (Ферапонтово)
- Музей льна и бересты (Горицы)

## Кичменгско-Городецкий район
- Кичменгско-Городецкий районный краеведческий музей

## Никольский район
- Никольский историко-мемориальный музей А.Я. Яшина (Никольск)

## Нюксенский район
- Нюксенский районный краеведческий музей

## Сокольский район
- Сокольский историко-краеведческий музей
- Кадниковский районный исторический музей

## Сямженский район
- Сямженский районный краеведческий музей

## Тарногский район
- Музей традиционной народной культуры (Тарногский городок)

## Тотемский район
- Тотемское музейное объединение (ТМО)
  - Тотемский краеведческий музей (г. Тотьма)
  - Музей мореходов (г. Тотьма)
  - Музей церковной старины (г. Тотьма)
  - Дом-музей И.А. Кускова (г. Тотьма)
  - Музейно-выставочный центр «На Большой Садовой»
  - Открытое хранение фондов и Комплекс Спасо-Суморина монастыря (г. Тотьма)
  - Дом-музей Н.М. Рубцова (с. Никольское)
  - Музей детства и семьи (пос. Царева)
- Музей Средне-Невского судостроительного завода

## Усть-Кубинский район
- Усть-Кубинский районный историко-этнографический музей

## Устюженский район
- Устюженский краеведческий музей
- Усадьба Батюшковых (с. Даниловское)

## Харовский район
- Харовский историко-художественный музей

## Чагодощенский район
- Чагодощенский музей истории и народной культуры

## ЧереповециЧереповецкий район
- Череповецкое музейное объединение (ЧерМО)
  - Историко-краеведческий музей (г. Череповец)
  - Музей археологии (г. Череповец)
  - Музей природы (г. Череповец)
  - Детский музей (г. Череповец)
  - Художественный музей (г. Череповец)
  - Дом-музей В.В. Верещагина (г. Череповец)
  - Музей «Дом И.А.Милютина» (г. Череповец)
  - Литературный музей И. Северянина (д. Владимировка)
  - Историко-этнографический музей «Усадьба Гальских» (г. Череповец)
- Музей металлургической промышленности (г. Череповец)
- Картинная галерея Е.М. Лунина
- Выставочный зал города Череповец